# Dactylospora bloxamii
Dactylospora bloxamii är en lavart som först beskrevs av Miles Joseph Berkeley, och fick sitt nu gällande namn av Hafellner 1979. Dactylospora bloxamii ingår i släktet Dactylospora och familjen Dactylosporaceae.   Inga underarter finns listade i Catalogue of Life.